# ヒュアデス

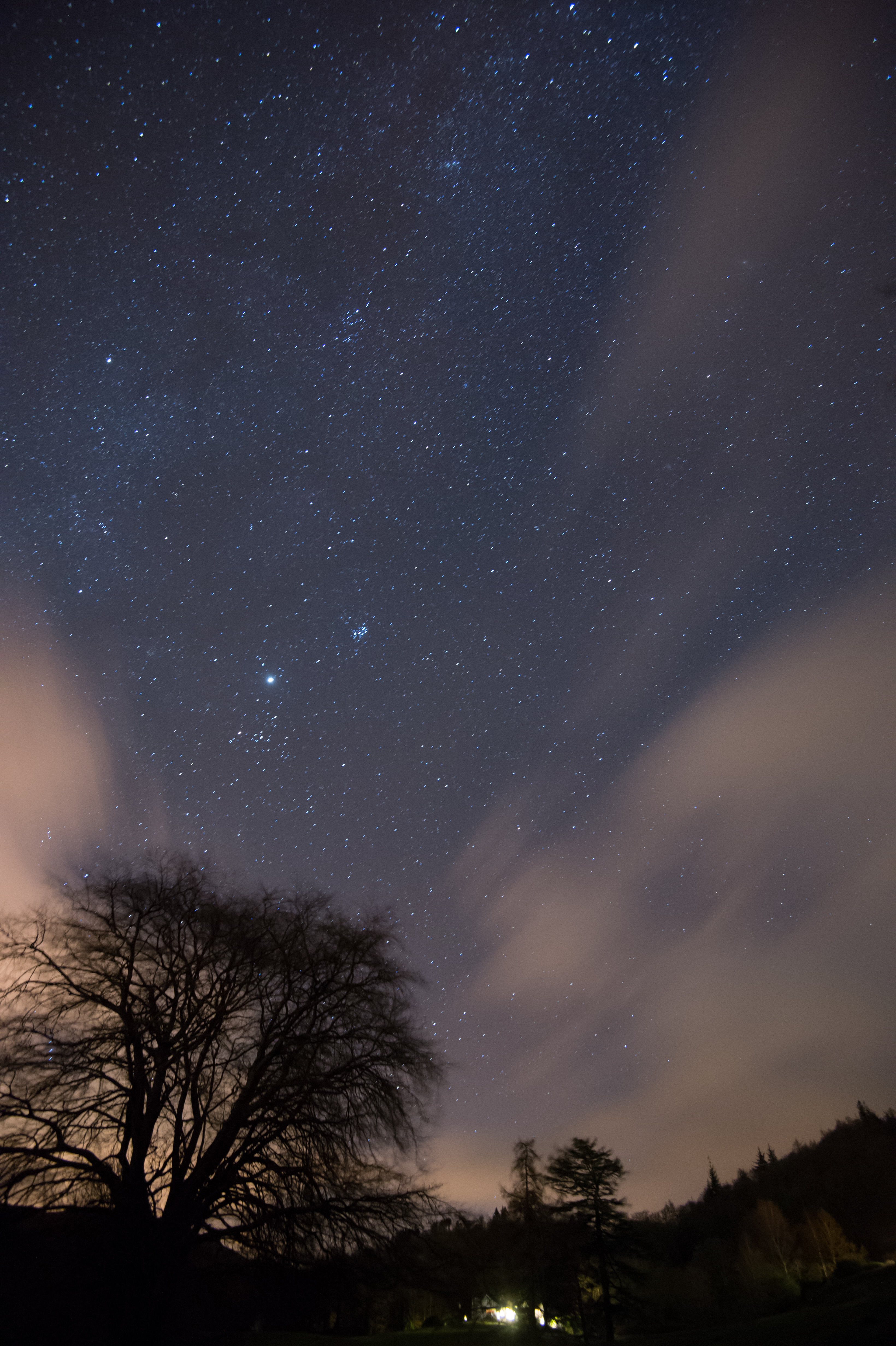
アトラースの娘たちが星になったと伝えられるヒアデス星団とプレアデス星団。

ヒュアデス（古希: Ὑάδες, Hyades）は、ギリシア神話に登場するニュムペーたちである。キュレーネー山で生まれた5人ないし7人の姉妹。名前は「雨を降らす女」を意味する。ティーターン族の巨人アトラースの娘で、カリュプソー、ディオーネー、マイラ（Maira）、プレイアデス、ヘスペリデスとは異母姉妹の関係にある（プレイアデスとは同母姉妹とも言われる）。ヒアデス星団と同一視される。

## 神話
神話によると、ヒュアデスはアトラースとオーケアニスのプレーイオネーとの間に生まれた5人の娘たちで、兄弟であるヒュアースが狩りの最中に命を落としてしまったのを嘆いて自殺したため、天上の星になったという。しかし別の説もあり、オーケアニスのアイトラーとの間に生まれたとも、ヒュアースとボイオーティアーとの娘ともいう。
姉妹の名前については諸説ある。ヒュギーヌスによると、彼女たちの名前はパイシュレー、アムブロシアー、コローニス、エウドーラー、ポリュクソーである。アラトスの『星辰譜』の古註に引用されたヘーシオドスの詩は、パイシュレー、コローニス、クレエイア、パイオー、エウドーラーの5人を挙げている。
レーロスのペレキューデースによると、彼女たちはアムブロシアー、エウドーラー、ペディーレー、コローニス、ポリュクソー、ピュートー、テュオーネーの7人姉妹とされており、ゼウスの幼い息子ディオニューソスを養育し、イーノーのもとに連れて行った。しかしアスクレーピアデースの説によれば、彼女たちはアンブロシアーを除いてテーテュースのもとに逃亡したともいう。
アポロドーロスはヒュアデスの系譜や名前について述べていないが、彼女たちはニューサのニュムペーで、ディオニューソスを育てた功績により星に変えられたと述べている。

## ヒュアデスのリスト
ヒュアデスたちは5人とも、7人ともいわれる。ヒュアデスたちの総人数については下表参照。
| #  | ヒュアデス     | 古代ギリシア語 | ラテン語 |
| -- | -------------- | -------------- | -------- |
| 1  | パイシュレー   | Φαισυλη        | Phaesylē |
| 2  | アムブロシアー | ἀμβροσία       | Ambrosiā |
| 3  | クレエイア     | Κλεεια         | Cleeia   |
| 4  | コローニス     | Κορωνις        | Corōnis  |
| 5  | エウドーレー   | Ευδωρη         | Eudōrē   |
| 6  | ペディーレー   | Πεδιλη         | Pedīlē   |
| 7  | パイオー       | Φαιω           | Phaiō    |
| 8  | ピュートー     | Φυτω           | Phȳtō    |
| 9  | ポリュクソー   | Πολυξω         | Polyxō   |
| 10 | テュオーネー   | Θυώνη          | Thyōnē   |